# Askold i Dir
Askold i Dir (starorus. Асколдъ, trl. Askoldǔ i Диръ, trl. Dirǔ) – wodzowie ruscy, wymieniani w latopisie Powieść minionych lat jako władcy Kijowa i przywódcy wyprawy na Konstantynopol.

## W kronice Nestora

### Rozstanie z drużyną Ruryka
Według Nestora byli członkami drużyny Ruryka, przy czym autor podkreśla, że nie byli jego plemiennikami (przez to słowo można rozumieć tak przynależność do jednego plemienia, jak i pokrewieństwo), nie jest natomiast jasne, czy byli bojarami, gdyż część rękopisów podaje dalej: lecz bojarami, a część: ani bojarami. Za zgodą Ruryka oddzielili się od drużyny książęcej ok. 862 i udali się wzdłuż Dniepru wraz z rodem swoim w stronę Carogrodu.

### Opanowanie Kijowa
Płynąc w dół Dniepru, trafili do Kijowa, głównego miasta Polan uzależnionego wówczas od Chazarów i przejęli władzę w tym plemieniu, gromadząc jednocześnie mnóstwo Waregów.

### Wyprawa na Konstantynopol
W roku 866 Askold i Dir mieli zorganizować wyprawę na Konstantynopol, w sile 200 łodzi. Kiedy namiestnik Konstantynopola odkrył, że ruska flota zbliża się do miasta, poinformował o tym cesarza Michała, znajdującego się na wyprawie wojennej przeciwko Arabom (w okolicach Czarnej Rzeki). Kiedy Rusowie weszli w zatokę Złoty Róg, zabili mnóstwo chrześcijan i oblegali miasto. Cesarz wszedł do miasta i razem z patriarchą Focjuszem modlił się w cerkwi świętej Bogurodzicy na Blacheranie. Konstantynopol został uratowany dzięki burzy wywołanej zanurzeniem sukni blacherańskiej ikony Matki Boskiej, która rozbiła łodzie Rusów, tak że mało kto przeżył. Opis ten jest niemal identyczny z bizantyjskimi opisami ataku Rusów z roku 860. Wedle badaczy wierzących świadectwu Nestora należy uznać, że chodzi o tę właśnie wyprawę. Inni uważają, że Nestor bezpodstawnie połączył, znane sobie z jakichś ruskich źródeł imiona Askolda i Dira, ze znanym z latopisów bizantyjskich atakiem na Konstantynopol.

### Śmierć
Po śmierci Ruryka władzę w Nowogrodzie przejął Oleg, który w 882 roku z wielką armią ruszył na południe. Gdy dotarł do wzgórz kijowskich, dowiedział się, że miastem rządzą Askold i Dir. Część swoich wojów zostawił w tyle, część ukrył w łodziach i sam podpłynął pod wzniesienie Węgierskie wraz z małoletnim Igorem. Udając kupca, Oleg zwabił podstępem Askolda i Dira do swoich łodzi, a tam Oleg kazał ich zabić jako uzurpatorów, którzy nie są kniaziami ani kniaziowego rodu. 
Po śmierci pochowano ich osobno, Askolda na wzniesieniu Węgierskim, gdzie Olma wybudował cerkiew świętego Mikołaja, a Dira w innym miejscu, za cerkwią świętej Ireny funkcjonującą w Kijowie w latach 1037–1240. Ten oddzielny pochówek i zaszczytne miejsce złożenia zwłok Askolda, zdaniem niektórych badaczy sugerują (obok innych źródeł), że wbrew Nestorowi, dwaj wodzowie nie zginęli razem. Askold miałby umrzeć wcześniej i być pochowanym jako legalny władca. Zbudowanie cerkwi w pobliżu, lub wręcz na grobie Dira, niektórzy historycy uważają za potwierdzenie teorii o przyjęciu przez niego chrześcijaństwa.

## W kulturze

### Inne źródła
W arabskim dziele Al-Masudiego Złote łąki wspomniane jest słowiańskie królestwo ad-Dir, które wielu naukowców identyfikuje z kijowskim państwem Askolda i Dira, ewentualnie samego Dira, który miałby przeżyć Askolda i panować samodzielnie. Jako odnosząca się do Askolda i Dira jest też przytaczana uwaga al-Jakubiego o władcy Słowian, do którego w 854 lub 855 zwrócili się o pomoc, kaukascy górale walczący z Arabami. O którymś z nich, zapewne o Dirze, miałby też pisać Focjusz, wspominający w jednym z listów nawrócenie bezimiennego ruskiego księcia.

### Gry wideo
W serii Crusader Kings jednym z grywalnych władców jest Dyre 'the Stranger' Oskyldr, przedstawiony jako jarl Könugarðr.

### Zabytki
Legendarne miejsce pochówku Askolda, czyli Askoldowa Mogiła stało się ważnym punktem na mapie Kijowa - istniał tam cmentarz, gdzie grzebano zasłużonych Ukraińców, żeński monastyr, czy cerkiew św. Mikołaja.

### Opery
Askoldowa Mogiła jest operą w czterech aktach, której autorem był Aleksiej Wierstowski. Libretto stworzył Michaił Zagoskin (napisał również powieść o tym tytule).